# Râul Arama Caprelor
Râul Arama Caprelor este un afluent al râului Putna Noroioasă. 

## Hărți
- Harta județului Harghita
- Harta munții Giurgeu  Arhivat în 27 septembrie 2007, la Wayback Machine.